# Beteiligung an einer Straftat (Deutschland)
Das deutsche Strafrecht normiert für Vorsatzdelikte mehrere Formen der Beteiligung an einer Straftat. Unterschieden werden dabei Täterschaft (eigene oder mitwirkende Tatbegehung) und Teilnahme (Beteiligung an einer fremden Tat). Die Grenzen können fließend sein, weshalb Abgrenzungsprobleme für die Strafverfolgung entstehen können. Die präzise Unterscheidung ist aber wegen der unterschiedlichen Rechtsfolgen bedeutsam. Vorsatztaten unterscheiden sich insoweit auch von den Fahrlässigkeitsdelikten und den Ordnungswidrigkeiten, denn diese Deliktstypen kennen nur die täterschaftliche Begehungsweise. Die Grundlagen der Beteiligung sind im Allgemeinen Teil des Strafgesetzbuchs geregelt (§ 25-§ 31 StGB).
Danach handelt eine Person täterschaftlich, wenn sie den Verlauf einer Straftat beherrscht. Dies kann dadurch geschehen, dass sie alle Schritte der Tat eigenhändig begeht oder dass sie die Tat durch Dritte begehen lässt, wobei ihr das fremde Verhalten als eigenes zugerechnet wird. § 25 StGB sieht als Formen der Täterschaft die Allein- beziehungsweise Mittäterschaft, sowie die mittelbare Täterschaft vor.
Bei der Teilnahme beschränkt sich der Tatbeitrag einer Person darauf, bei einem anderen den Tatentschluss zur Begehung einer Tat hervorzurufen oder diesen bei seiner Tathandlung zu unterstützen. Ersteres bezeichnet das Gesetz als Anstiftung (§ 26 StGB), letzteres als Beihilfe (§ 27 StGB).

## Entstehungsgeschichte
Ausweislich der Digesten können Ausgangspunkte für die Unterscheidung der Beteiligungsformen bereits im frühen klassischen Recht ausgemacht werden. Die Unterscheidung zwischen unterschiedlichen Kategorien der Beteiligung wurzelt im spätmittelalterlichen italienischen Strafrecht. Aufgegriffen wurde sie durch die Constitutio Criminalis Carolina von 1532.
Die Trennung, die das deutsche Strafgesetzbuch vornimmt, beruht auf den Regelungen des französischen Code pénal von 1810 und des preußischen Strafgesetzbuchs von 1851. Das preußische Strafgesetzbuch bildet die Grundlage des 1872 in Kraft getretenen Reichsstrafgesetzbuchs. Dieses enthielt lediglich grobe und unvollständige Regelungen zur Beteiligungslehre. Daher war insbesondere die Abgrenzung von Täterschaft und Teilnahme in der deutschen Rechtswissenschaft über einen langen Zeitraum hinweg äußerst umstritten. Erst mit Wirkung zum 1. Januar 1975 schuf der Gesetzgeber einen Normenkomplex, der die möglichen Beteiligungsformen mit ihren Voraussetzungen beschreibt.

## Grundlagen der Beteiligungslehre

### Täterbegriff
Einen grundlegenden Begriff der Beteiligungslehre stellt der Täterbegriff dar. Als Täter kommt in Deutschland anders als in anderen Rechtsordnungen lediglich eine natürliche Person in Frage; ein Strafrecht für juristische Personen existiert – trotz diverser Diskussionen um ein Unternehmensstrafrecht – somit nicht. Bereits die Definition des Täterbegriffs war in der Rechtswissenschaft lange Zeit umstritten.
Nach der Lehre vom extensiven Täterbegriff ist derjenige Täter, der das durch einen Straftatbestand geschützte Rechtsgut verletzt. Nach dieser Definition handelt es sich dem Grunde nach auch bei den Teilnahmeformen Anstiftung und Beihilfe um täterschaftliches Handeln, da beide eine Rechtsgutsverletzung fördern. Indem das Gesetz für diese Beteiligungsformen allerdings Sonderregelungen mit speziellen Anforderungen bereithält, beschränkt es diesbezüglich die täterschaftlichen Verantwortlichkeit. Der extensive Täterbegriff wurde in der älteren Rechtsprechung vertreten. Der Gesetzgeber folgte diesem Verständnis des Täterbegriffs allerdings nicht, indem er in § 25 Absatz 1 Satz 1 Alternative 1 StGB die Begehung der Tat als Voraussetzung der Täterschaft definierte. Daher können Anstifter und Gehilfen keine Täter sein.
Dem extensiven Täterbegriff steht der restriktive Täterbegriff gegenüber. Hiernach genügt die Herbeiführung eines Erfolgs nicht zur Annahme von Täterschaft; vielmehr müssen weitere Umstände hinzutreten, die eine Beurteilung eines Verhaltens als täterschaftlich rechtfertigen. Nach diesem Ansatz erweitern die Strafbarkeit von Anstiftung und Beihilfe die strafrechtliche Verantwortlichkeit. Innerhalb der Lehre vom restriktiven Täterbegriff bildeten sich unterschiedliche Ansätze heraus, um die Anforderungen an einen Täter zu bestimmen. Nach der formal-objektiven Theorie ist erforderlich, dass der Täter die Merkmale eines gesetzlichen Tatbestands eigenhändig erfüllt. Auch dieser Auffassung folgte der Gesetzgeber nicht, indem er den mittelbaren Täter und den Mittäter gesetzlich anerkannte, da hiernach auch derjenige als Täter gelten kann, der einen Tatbestand nicht eigenhändig verwirklicht. Stattdessen legte er dem Strafgesetzbuch einen materiell-objektiven restriktiven Täterbegriff zu Grunde. Hiernach ist derjenige Täter, der das Tatgeschehen beherrscht.

### Akzessorietät
Beteiligen sich mehrere Personen an einer Straftat, stehen die Beiträge jedes Beteiligten in einem rechtlichen Zusammenhang zueinander. Besonders ausgeprägt ist dieses Prinzip im Bereich der Teilnahme: Die Strafbarkeit eines Teilnehmers setzt voraus, dass ein anderer den Tatbestand eines Strafgesetzes in rechtswidriger Weise verwirklicht. Auch seine Bestrafung orientiert sich an der Strafe des Haupttäters. Diesen Zusammenhang bezeichnet die Rechtswissenschaft als Akzessorietät. Der rechtliche Zusammenhang der Beteiligungen wird durch das Strafgesetzbuch allerdings mehrfach eingeschränkt.

#### Grundsatz der Schuldunabhängigkeit, § 29 StGB
Gemäß § 29 StGB wird jeder Beteiligte ausschließlich nach seiner eigenen Schuld bestraft. Die Schuldhaftigkeit der Tatbegehung wird daher für jeden Beteiligten individuell bestimmt. Begehen daher beispielsweise zwei Personen eine Tat gemeinschaftlich als Mittäter, ist es für die Strafbarkeit des einen irrelevant, ob der andere bei Tatbegehung einem die Schuld ausschließenden Verbotsirrtum (§ 17 StGB) unterliegt oder schuldunfähig ist (§ 20 StGB). Ebenso verhält es sich bei persönlichen Strafausschließungsgründen, etwa einem Rücktritt vom Versuch (§ 24 StGB).

#### Besondere persönliche Merkmale
Gelockert wird die Akzessorietät zudem, falls das verwirklichte Delikt an besondere persönliche Merkmale anknüpft. Hierbei handelt es sich gemäß § 14 Absatz 1 StGB um besondere persönliche Eigenschaften, Verhältnisse oder Umstände. Dies trifft auf Tatbestandsmerkmale zu, die nicht an das objektive Unrecht der Tat, sondern an die Person des Täters anknüpfen. Daher werden besondere persönliche Merkmale in der Rechtswissenschaft auch als täterbezogene Merkmale bezeichnet. Um solche handelt es sich beispielsweise beim Mordmerkmal (§ 211 StGB) der Habgier oder nach dem Bundesgerichtshof um das im Rahmen der unechten Unterlassungsdelikte nötige Merkmal der Garantenstellung. Auf besondere persönliche Merkmale findet § 28 StGB Anwendung.
Den täterbezogenen Merkmalen stehen tatbezogene Merkmale gegenüber. Diese beziehen sich auf das objektive Unrecht der Tat. Um ein solches Merkmal handelt es sich beispielsweise beim Mordmerkmal der Heimtücke und nach dem Bundesgerichtshof bei der Stellung als Zeuge im Rahmen des Straftatbestands der falschen uneidlichen Aussage. Auf diese Merkmale findet § 28 StGB keine Anwendung.

##### Strafbegründend, § 28 Absatz 1 StGB
Einige Straftatbestände können nur dann täterschaftlich verwirklicht werden, wenn der Beteiligte ein besonderes persönliches Merkmal erfüllt. Dabei handelt es sich um sogenannte Sonderdelikte.
Ein Sonderdelikt kann lediglich durch eine Person mit einer bestimmten Qualifikation begangen werden, etwa die Rechtsbeugung (§ 339 StGB), die nur durch einen Richter, Amtsträger oder Schiedsrichter begangen werden kann. Ähnlich verhält es sich bei der Untreue (§ 266 StGB). Diese setzt voraus, dass der Täter eine Pflicht zur Vermögensbetreuung innehat. Fehlt es dem Beteiligten an einem solchen Delikt am notwendigen besonderen persönlichen Merkmal, kann er sich allenfalls wegen Teilnahme an diesem Delikt strafbar machen.
An besondere persönliche Merkmale knüpfen ebenfalls eigenhändige Delikte an. Diese setzen zu einer täterschaftlichen Begehung voraus, dass der Beteiligte das Delikt eigenhändig begeht. So kann Täter einer Trunkenheitsfahrt (§ 316 StGB) beispielsweise nur ein Fahrzeugführer sein.
Fehlt ein besonderes persönliches Merkmal, das die Strafbarkeit eines Täters begründet, beim Teilnehmer, hat dies gemäß § 28 Absatz 1 StGB zur Folge, dass er zwar wegen Teilnahme zum Delikt bestraft wird, seine Strafe jedoch gemäß § 49 Absatz 1 StGB gemildert wird.

##### Strafschärfend, § 28 Absatz 2 StGB
Einige der Delikte, die an persönliche Merkmale anknüpfen, betrachten deren Vorliegen nicht als strafbarkeitsbegründendend, sondern als strafschärfenden Umstand. So verhält es sich etwa bei der Körperverletzung im Amt (§ 340 StGB). Hiernach wird mit einer gegenüber der einfachen Körperverletzung (§ 223 StGB) erhöhten Strafandrohung bedroht, wer während der Ausübung seines Dienstes oder in Beziehung auf seinen Dienst eine Körperverletzung begeht oder begehen lässt.
Gemäß § 28 Absatz 2 StGB ist das Vorliegen eines strafschärfenden persönlichen Merkmals lediglich für die Strafbarkeit des Beteiligten relevant, bei dem es vorliegt. Stiftet eine Person, die kein Amtsträger ist, daher zu einer Tat nach § 340 StGB an, werden der Amtsträger wegen Körperverletzung im Amt und der Teilnehmer wegen Anstiftung zur einfachen Körperverletzung bestraft. Diese Rechtsfolge bezeichnet die Rechtswissenschaft als Tatbestandsverschiebung.

### Abgrenzung zwischen Täterschaft und Teilnahme
In der Rechtswissenschaft ist seit Langem strittig, anhand welcher Kriterien Täterschaft und Teilnahme voneinander abgegrenzt werden sollen. Praktische Schwierigkeiten bereitet insbesondere die Abgrenzung von Mittäterschaft und Beihilfe, da sich beide dadurch auszeichnen, dass die Beteiligten das tatbestandsmäßige Handeln eines anderen fördern. Ein ähnliches Problem stellt sich bei mittelbarer Täterschaft und Anstiftung: In beiden Fällen bewegt eine Person eine andere dazu, objektive Tatbestandsmerkmale eines Delikts zu verwirklichen.

#### Abgrenzung beim Tun
Die Rechtsprechung vertrat für Begehungsdelikte über einen langen Zeitraum hinweg eine Abgrenzung anhand des Willens des Beteiligten: Täter war hiernach, wer eine Straftat als eigene wollte. Diesen Willen bezeichnete sie als animus auctoris (Wille des Urhebers). Dem Teilnehmer fehlte es an diesem Willen, er handelte lediglich mit animus socii (Wille eines Teilnehmers). Diese Betrachtungsweise kam deutlich im Badewannen-Fall von 1940 zum Ausdruck. Dieser hatte die Tötung eines Säuglings durch eine Frau auf Drängen ihrer Mutter zum Gegenstand. Das Reichsgericht verurteilte die Frau wegen Beihilfe zur Kindstötung (§ 217 StGB alter Fassung), da sie ihren Tatbeitrag ausschließlich der Mutter stiftete, ihr selbst es aber am Täterwillen fehlte. Ähnlich entschied der Bundesgerichtshof im Staschinski-Fall von 1962. In diesem Fall tötete ein Agent im Auftrag des KGB eigenhändig mehrere Menschen, wurde allerdings lediglich wegen Beihilfe zum Mord verurteilt, da er seinen Tatbeitrag vollständig den Vorstellungen des KGB untergeordnet hatte.
Gegen diese Rechtsprechung wurde seitens der Rechtslehre eingewendet, dass sich die Willenselemente kaum mit Gewissheit feststellen ließen und die Prozessergebnisse in diesem Punkt eher zufällig wären. Auch stünde die Rechtsprechung im Widerspruch zu Tatbeständen, die ein fremdnütziges Handeln als täterschaftlich betrachteten, etwa die Tötung auf Verlangen (§ 216 StGB). Die vorherrschende Literaturauffassung favorisiert deshalb eine Abgrenzung von Täterschaft und Teilnahme entlang der Bestimmungskriterien für die Tatherrschaft. Geprägt wurde diese Lehre insbesondere durch den Strafrechtswissenschaftler Claus Roxin. Täter ist hiernach, wer die wesentlichen Tatabläufe maßgeblich in Händen hält und den Verlauf der Tat zumindest mitbestimmt. Dies kann dadurch geschehen, dass er wesentliche Handlungsschritte eigenhändig vornimmt, den Tatablauf aufgrund überlegenen Wissens lenkt oder eine Schlüsselstellung innerhalb einer arbeitsteiligen Tatbestandsverwirklichung einnimmt. Dem Teilnehmer fehlt die tatbeherrschende Stellung des Täters: Er erbringt lediglich untergeordnete Leistungen und lenkt das Tatgeschehen nicht.
Die „subjektive Auffassung“ der Rechtsprechung wurde durch den 1969 beschlossenen neuen Allgemeinen Teil des StGB (hierfür § 25 Absatz 1 Alternative 1 StGB), der am 1. Januar 1975 in Kraft trat, weitestgehend aufgegeben. Hiernach ist eine Person, die eine Tat eigenhändig begeht, stets Täter. Daher ist es nicht mehr möglich, einer Person, die wie bei den genannten Fallbeispielen alle Tatbestandsmerkmale in eigener Person verwirklicht, mangels entsprechender Willensrichtung die Eigenschaft als Täter abzusprechen. Infolgedessen grenzt die Rechtsprechung mittlerweile zwischen Täterschaft und Teilnahme anhand zahlreicher Indizien ab, die von den Anhängern der Tatherrschaftslehre genutzt werden, etwa der Bedeutung des Tatbeitrags im Gesamtgeschehen und der Tatherrschaft. Das Interesse des Täters an der Tat beurteilt sie allerdings noch als Indiz, dessen Bedeutung sich im Rahmen der freien richterlichen Beweiswürdigung nach dem Einzelfall bestimmt. Infolgedessen divergieren die Auffassungen der Rechtsprechung und der Rechtslehre mittlerweile selten im Ergebnis, da die Rechtsprechung die Abgrenzung der Beteiligungsformen weitgehend auf objektive Kriterien stützt.

#### Abgrenzung beim Unterlassen
Ebenfalls strittig ist in der Rechtswissenschaft, wie Täterschaft und Teilnahme beim Unterlassungsdelikt abgegrenzt werden können. Eine Abgrenzung anhand der Tatherrschaft lässt sich hierauf nicht ohne Weiteres übertragen, da der unterlassende Täter das Geschehen nicht beherrscht, sondern hierauf gerade verzichtet.
Teilweise wird das Unterlassen generell einer bestimmten Beteiligungsform zugeordnet. Nach einer von Roxin begründeten Auffassung ist der Unterlassende stets Täter, da sich das tatbestandliche Unrecht darin erschöpft, gegen eine Handlungspflicht zu verstoßen. Diese Auffassung wird in der Rechtswissenschaft als Pflichtdeliktslehre bezeichnet. Ihr wird vorgeworfen, die im Gesetz angelegte Unterscheidung zwischen Täterschaft und Teilnahme nicht angemessen zu berücksichtigen. Nach einer Gegenauffassung kann der Unterlassende lediglich Teilnehmer sein, wenn ein anderer eine Tat durch ein Tun begeht, da lediglich dieser das Geschehen beherrscht. Dieser Auffassung wird entgegengehalten, dass es bei pauschaler Annahme der Teilnehmerschaft nicht möglich sei, die Bedeutung des Täters im Einzelfall angemessen zu würdigen.
Die Strafrechtswissenschaftler Gerald Grünwald, Armin Kaufmann und Hans Welzel vertraten die Auffassung, dass sich die Kategorien von Täterschaft und Teilnahme nicht eigneten, um das Unterlassen angemessen zu beurteilen. Daher handelte es sich um eine eigenständige Beteiligungsform.
Nach überwiegender Auffassung kann ein Unterlassen sowohl als Täter als auch als Teilnehmer erfolgen. Eine Ansicht stellt zur Abgrenzung beider Formen auf die Tatherrschaft ab, modifiziert allerdings deren Bewertung: Der Unterlassende besitzt Tatherrschaft, wenn es ihm möglich wäre, das Geschehen zu beherrschen und die Verwirklichung eines gesetzlichen Tatbestands ohne Weiteres zu verhindern. Eine weitere, von Horst Schröder begründete, Ansicht unterscheidet anhand der Garantenstellung des Beteiligten: Derjenige, der als Beschützergarant verpflichtet ist, ein Objekt vor Beeinträchtigungen zu schützen, ist aufgrund seiner umfassenden Pflichtenstellung Täter. Derjenige, der als Überwachergarant für eine Gefahrenquelle verantwortlich ist, ist demgegenüber Teilnehmer. Die Rechtsprechung grenzt ähnlich wie beim Tun anhand einer wertenden Gesamtbetrachtung der Einzelfallumstände zwischen Täterschaft und Teilnahme ab.

## Täterschaft

### Unmittelbare Täterschaft, § 25 Absatz 1 Alternative 1 StGB
§ 25 Absatz 1 Alternative 1 StGB regelt die unmittelbare Täterschaft. Eine solche liegt vor, wenn der Täter alle Tatbestandsmerkmale in eigener Person verwirklicht. Dies trifft etwa zu, wenn er zur Begehung eines Raubs (§ 249 StGB) einen anderen mit Gewalt nötigt und ihm infolgedessen eine Sache wegnimmt. Der Gesetzgeber schuf diese klarstellende Norm, um das subjektive Verständnis von den Beteiligungskategorien, das die Rechtsprechung in einigen Urteilen zum Ausdruck brachte, zu beschränken.
Die unmittelbare Täterschaft erfasst weiterhin den Fall der Nebentäterschaft. Diese liegt vor, wenn mehrere Täter voneinander alle Tatbestandsmerkmale in eigener Person verwirklichen. Dies ist insbesondere im Fall des fahrlässigen Handelns denkbar, etwa wenn eine Person fahrlässig eine Waffe unsicher aufbewahrt, sodass ein Dritter diese an sich nimmt und hiermit andere tötet. In diesem Fall stehen die Strafbarkeit des Schützen wegen Totschlags (§ 212 StGB) und des unsorgfältig Aufbewahrenden wegen fahrlässiger Tötung (§ 222 StGB) unabhängig nebeneinander, sofern dem fahrlässig Handelnden die vorsätzliche Tötung objektiv zurechenbar ist.

### Mittelbare Täterschaft, § 25 Absatz 1 Alternative 2 StGB
§ 25 Absatz 1 Alternative 2 StGB regelt die mittelbare Täterschaft. Hierbei begeht der Täter die Straftat durch einen anderen: Er verwirklicht die Tatbestandsmerkmale nicht eigenhändig, sondern bedient sich hierzu eines als Vordermann bezeichneten Dritten. Dass er dennoch als Täter behandelt wird, ergibt sich daraus, dass er anders als der Vordermann das Geschehen beherrscht, indem er den Vordermann in seinem Sinn lenkt. Lenkungsmacht ergibt sich im Regelfall aus einem Umstand, der beim Vordermann ein Strafbarkeitsdefizit begründet und den Täter zur Erreichung seines Ziels ausnutzt.

#### Überlegenes Wissen des Hintermanns
Mittelbare Täterschaft kann sich beispielsweise daraus ergeben, dass der Hintermann gegenüber dem Vordermann einen Wissensvorsprung besitzt. Dies trifft etwa zu, wenn der Hintermann den Vordermann anweist, eine fremde Sache an sich zu nehmen und ihm zu übergeben. Nimmt der Vordermann irrig an, er dürfe dies, weil die Sache dem Täter gehöre, fehlt ihm der Vorsatz bezüglich der Fremdheit des Tatobjekts, da er einem Tatbestandsirrtum gemäß § 16 Absatz 1 Satz 1 StGB unterliegt. Infolgedessen macht er sich nicht wegen Diebstahls (§ 242 StGB) strafbar. Indem der Hintermann diesen Irrtum bewusst erweckt und zur Tatbegehung ausnutzt, beherrscht er das Tatgeschehen in einer Weise, die es sachgerecht erscheinen lässt, ihm das Handeln des Vordermanns als eigenes täterschaftliches Verhalten zuzurechnen. Daher begeht er einen Diebstahl in mittelbarer Täterschaft. Gleiches gilt, wenn der Vordermann zwar erkennt, dass das Tatobjekt fremd ist, ihm allerdings die für einen Diebstahl erforderliche Zueignungsabsicht fehlt.
Mittelbare Täterschaft liegt ebenfalls vor, wenn der Täter einen Richter in einem Gerichtsprozess bewusst dazu bewegt, eine falsche Entscheidung zum Nachteil des Verfahrensgegners zu treffen. Eine Tatbeherrschung kommt zudem in Frage, wenn der Vordermann schuldunfähig ist oder einem Verbotsirrtum unterliegt, der unvermeidbar ist und deshalb gemäß § 17 Satz 1 StGB seine Schuld ausschließt.
Umstritten ist in der Rechtswissenschaft, ob eine mittelbare Täterschaft auch in Frage kommt, wenn beim Vordermann kein Strafbarkeitsdefizit vorliegt. Eine solche Konstellation lag dem Katzenkönig-Fall des Bundesgerichtshofs von 1988 zugrunde. Hier gaben zwei Hintermänner dem Vordermann die Begehung eines Mordes (§ 211 StGB) auf. Der Vordermann glaubte aufgrund der Erzählungen der Hintermänner, er dürfe den Mord begehen, da er davon ausging, er würde durch die Tat die Menschheit vor einem als Katzenkönig bezeichneten gefährlichen Wesen retten. Bei dieser Fehlvorstellung handelte es sich um einen vermeidbaren Verbotsirrtum, der gemäß § 17 Satz 2 StGB die Strafbarkeit des Irrenden nicht berührt. Der Bundesgerichtshof bejahte das Vorliegen mittelbarer Täterschaft, da die Hintermänner den Vordermann durch das Erzeugen des Irrtums in ihrem Sinn lenkten. Einige Stimmen aus der Rechtslehre stimmen dieser Argumentation, nach der ein Täter hinter dem Täter möglich ist, zu. Gegenstimmen wenden ein, dass die volle strafrechtliche Verantwortlichkeit des Vordermanns einer Begehung der Tat durch die Hintermänner entgegenstehe, da er nicht in rechtlich relevanter Weise gelenkt werde.
Schließlich kann der Hintermann mittelbarer Täter sein, wenn er beim Vordermann einen Irrtum über den Sinn einer Handlung erregt oder bestärkt. Dies bejahte der Bundesgerichtshof beispielsweise im Siriusfall von 1983. Hier täuschte der Hintermann den Vordermann darüber, dass er sich selbst tötete, indem es einen Haarfön ins Badewasser fallen ließ. Die mittelbare Täterschaft des Hintermanns folgte aus der zielgerichteten Erregung des Irrtums beim Vordermann.

#### Überlegener Wille des Hintermanns
Eine mittelbare Täterschaft kann sich ebenfalls daraus ergeben, dass der Hintermann den Vordermann unter Druck setzt, damit dieser in seinem Sinne eine Straftat begeht. So verhält es sich etwa in Fällen des gemäß § 35 Absatz 1 Satz 1 StGB entschuldigenden Nötigungsnotstands. Hier droht der Hintermann dem Vordermann mit dem Eintritt einer Gefahr für Leben, Leib oder Freiheit für diesen oder einen nahen Angehörigen, die er nur durch die Begehung einer Straftat abwenden kann.
Mittelbare Täterschaft kommt weiterhin durch die Ausnutzung eines organisierten Machtapparats in Frage. Einen solchen nahm die Rechtsprechung beispielsweise im Kontext der Schießbefehle an der innerdeutschen Grenze an. Die Mitglieder des Nationalen Verteidigungsrats der DDR seien aufgrund ihrer herausgehobenen Stellung innerhalb der Hierarchie Hintermänner der Mauerschützen gewesen.
Zudem kann eine mittelbare Täterschaft in Fällen vorliegen, in denen der Hintermann den Vordermann dazu bewegt, sich selbst zu verletzen. Unter welchen Voraussetzungen dies dem Hintermann strafrechtlich vorgeworfen werden kann, ist in der Rechtswissenschaft umstritten. Teilweise wird darauf abgestellt, ob das Opfer in die Verletzung einwilligen könne. Ist dies nicht möglich, etwa aufgrund eines Willensmangels, liege eine mittelbare Täterschaft vor. Eine andere Auffassung zieht § 35 Absatz 1 Satz 1 StGB als Maßstab heran. Hiernach liege mittelbare Täterschaft vor, wenn der Vordermann bei seiner Tat entschuldigt ist.

### Mittäterschaft, § 25 Absatz 2 StGB
§ 25 Absatz 2 StGB normiert die Mittäterschaft. Eine solche liegt vor, wenn mehrere Personen arbeitsteilig an einem Tatgeschehen zusammenwirken und hierbei nach einem gemeinsamen Tatplan agieren. Dies trifft etwa zu, wenn zwei Personen gemeinsam einen anderen ausrauben (§ 249 StGB), indem einer diesen nötigt und der andere eine Sache wegnimmt. Zwar erfüllt keiner der Beteiligten den gesamten Tatbestand des Raubs in eigener Person, es wäre jedoch nicht sachgerecht, den Nötigenden lediglich wegen Nötigung (§ 240 StGB) und den Wegnehmenden lediglich wegen Diebstahls zu bestrafen, da durch das bewusste Zusammenwirken beider das deutlich schwerer wiegende Unrecht eines Raubs verwirklicht wird. Daher bewirkt § 25 Absatz 2 StGB eine wechselseitige Zurechnung der Tatbeiträge, sodass sich im Beispielsfall beide Täter wegen gemeinschaftlichen Raubs strafbar machen. Die Zurechnung ist soweit möglich, wie die Mittäter sich im Rahmen ihres Tatplans auf ein gemeinsames Vorgehen verständigt haben; keine Zurechnung erfolgt daher, wenn ein Mittäter ohne Wissen des anderen zusätzliche Deliktsmerkmale verwirklicht. Verwirklicht ein Mittäter ein erfolgsqualifiziertes Delikt, etwa indem er im Rahmen eines Raubs einen anderen tötet (§ 251 StGB), kann dies dem anderen zugerechnet werden, wenn dieser zumindest fahrlässig handelt.
Umstritten ist in der Rechtswissenschaft, ob eine Mittäterschaft auch im Fall des fahrlässigen Handelns der Beteiligten denkbar ist. Dies trifft etwa zu, wenn mehrere Personen Steine von einem Hügel werfen, was zur Folge hat, dass eine Person von einem Stein tödlich getroffen wird. Ein praktisches Bedürfnis nach einer wechselseitigen Zurechnung von Tatbeiträgen besteht, falls nicht bewiesen werden kann, wessen Stein tödlich ist: In diesem Fall werden beide in dubio pro reo freigesprochen, sofern die Tatbeiträge nicht wechselseitig zugerechnet werden können. Die vorherrschende Auffassung lehnt die Konstruktion der fahrlässigen Mittäterschaft ab, da eine Zurechnung nur auf Grundlage eines gemeinsamen Tatplans möglich ist. Ein solcher fehlt den lediglich fahrlässig Handelnden jedoch.
Ein gemeinsamer Tatentschluss kann auch während der Begehung der Tat durch einen Täter gefasst werden. Umstritten ist in der Rechtswissenschaft, bis zu welchem Zeitpunkt eine solche sukzessive Mittäterschaft (lateinisch succedere = „nachfolgen“) möglich ist. Nach der Rechtsprechung kommt sie bis zur Beendigung eines Delikts in Frage. In der Rechtslehre wird diese Beurteilung überwiegend abgelehnt, da ein täterschaftliches Beherrschen der Tat nur solange möglich sei, wie der gesetzliche Tatbestand noch nicht vollendet ist. Eine Mittäterschaft kann hiernach nur bis zur Deliktsvollendung erfolgen.

## Teilnahme
Ein Teilnehmer beschränkt seinen Tatbeitrag darauf, die Tat eines anderen zu beeinflussen. Das Unrecht des Teilnehmers ist daher gegenüber dem des Täters geringer. Zwar verübt auch der Teilnehmer einen Angriff auf ein fremdes Rechtsgut, allerdings ist dieser lediglich mittelbar, da die unmittelbare Rechtsgutsverletzung vom Täter ausgeht. Daher fällt das Strafmaß für den Teilnehmer typischerweise geringer als das für den Täter aus.
Der Strafgrund der Teilnahme liegt nach überwiegender Auffassung in der Verursachung eines Rechtsgutsangriffs durch den Täter. Indem der Teilnehmer den Täter dazu bewegt oder dabei unterstützt, eine Straftat zu begehen, schafft er eine zusätzliche Gefahr für das Rechtsgut, das der Täter angreift.
Gemäß § 28 Absatz 2 StGB kennt das StGB zwei Formen der Teilnahme: Anstiftung (§ 26 StGB) und Beihilfe (§ 27 StGB). Beide Teilnahmeformen knüpfen an die Begehung einer als Haupttat bezeichneten Straftat durch einen anderen an. Zu dieser ist die Strafbarkeit wegen Beteiligung grundsätzlich akzessorisch. Daher kommt eine Strafbarkeit wegen Teilnahme lediglich dann in Betracht, wenn jemand anderes eine vorsätzliche und rechtswidrige Haupttat begeht. Handelt dieser etwa gerechtfertigt oder fehlt es ihm am Vorsatz, scheidet eine Strafbarkeit wegen Teilnahme zu dieser Tat aus. Nicht erforderlich ist jedoch gemäß § 29 StGB, dass der Täter schuldhaft handelt. Aus diesem Grund spricht die Rechtswissenschaft hinsichtlich der Teilnahme von limitierter Akzessorietät zur Haupttat.
Möglich ist eine Kettenbeteiligung, etwa in Form einer Anstiftung zu einer Anstiftung. In diesem Fall haftet der Täter wegen Anstiftung zur Haupttat. Stiftet der Täter einen anderen zur Beihilfe an einer fremden Tat an, begeht er hierdurch Beihilfe zur Haupttat.
Straflos ist eine Beteiligung an einem Delikt, dass seiner Struktur nach voraussetzt, dass mehrere Personen in entgegengesetzter Richtung zusammenwirken. Eine solche notwendige Teilnahme liegt etwa im Fall der Gefangenenbefreiung (§ 120 StGB) vor: Beschränkt sich der Befreite darauf, sich befreien zu lassen, ist er nicht wegen Beteiligung an der Gefangenenbefreiung strafbar.

### Anstiftung, § 26 StGB
Der Tatbeitrag des Anstifters besteht darin, einen anderen dazu zu bewegen, eine bestimmte Straftat zu begehen. Dies trifft zu, wenn er zumindest einen Beitrag dazu leistet, dass sich der Täter zur Begehung der Tat entschließt, etwa indem er ihn hierzu ausdrücklich auffordert. Auch ein durch schlüssiges Handeln geschaffener Anreiz zur Tatbegehung kann für eine Anstiftung genügen. Die Motivation zur Tatbegehung muss sich auf eine bestimmte Tat beziehen. Ein allgemeiner Aufruf zur Begehung einer Straftat stellt daher keine Anstiftung dar; möglicherweise ist es allerdings als Öffentliche Aufforderung zu Straftaten strafbar (§ 111 StGB)

#### Voraussetzungen des Bestimmens
Welche Qualität der beeinflussende Beitrag des Anstifters haben muss, ist in der Rechtswissenschaft umstritten. Nach einer Auffassung, die auch von der Rechtsprechung vertreten wird, stellt jedes Handeln ein Bestimmen dar, das den Täter zur Tatbegehung bewegt. Diese Ansicht argumentiert damit, dass jedes Beeinflussen zur Begehung einer Straftat das objektive Unrecht einer Anstiftung verwirkliche. Nach anderer Auffassung setzt der Begriff des Bestimmens voraus, dass Täter und Anstifter einen geistigen Kontakt zueinander aufbauen und sich über die Tat verständigen. Für eine solche einschränkende Auslegung spreche das hohe Strafmaß für den Anstifter. Nur im Falle einer Verständigung über die Tat sei es gerechtfertigt, den Anstifter wie einen Täter zu bestrafen. Noch restriktiver ist eine Ansicht, nach der ein Bestimmen voraussetzt, dass sich der Angestiftete gegenüber dem Anstifter zur Tatbegehung durch einen Unrechtspakt verpflichtet fühlt.

#### Bestimmen eines zur Tat entschlossenen Täters
Da das Bestimmen den Willen zur Tatbegehung wecken muss, scheidet es aus, wenn der Täter im Zeitpunkt der Bestimmungshandlung bereits zur Tatbegehung entschlossen ist. Einen solcher Täter bezeichnet die Rechtswissenschaft als omnimodo facturus. Will der Anstifter einen solchen Täter zur Tatbegehung bewegen, geht sein Anstiftungsbemühen nicht über einen Versuch hinaus. Er macht sich jedoch möglicherweise wegen psychischer Beihilfe strafbar.
Raum für ein Bestimmen besteht allerdings, wenn der Anstifter den Täter dazu auffordert, das von ihm geplante Delikt durch zusätzliche Unrechtsmerkmale zu qualifizieren. So verhält es sich etwa, wenn der Anstifter den Täter, der einen anderen ausrauben will, dazu auffordert, das Opfer bei der Tat mit einem gefährlichen Werkzeug zu verletzen. Folgt der Täter dem Anreiz des Anstifters, begeht er anstelle eines einfachen Raubs einen schweren Raub (§ 250 Absatz 2 Nummer 1 StGB). Die Bewertung dieser als Aufstiftung bezeichneten Fallgruppe ist in der Rechtswissenschaft strittig: Nach einer Auffassung liegt eine Anstiftung zum schweren Raub vor, da der Anstifter das Unrechtsgehalt der Tat maßgeblich erhöhe. Daher sei es ihm insgesamt zuzurechnen. Hiergegen führen einige Stimmen an, dass diese Betrachtungsweise einen Widerspruch zur Behandlung des omnimodo facturus darstelle. Soweit der Täter zur Tatbegehung bereits entschlossen ist, könne dies dem Anstifter nicht zugerechnet werden. Daher sei eine strafbare Anstiftung nur möglich, sofern das zusätzliche Unrecht in einem eigenständigen Tatbestand vertypt ist. Dieses Vorgehen wird als analytisches Trennungsprinzip bezeichnet. Hiernach lägen im Beispielfall eine Anstiftung zur gefährlichen Körperverletzung (§ 224 StGB) sowie eine Beihilfe zum schweren Raub vor.
Als Umstiftung bezeichnet die Rechtswissenschaft eine Form des Anstiftens, bei welcher der Anstifter den Täter dazu bewegt, eine andere als die von ihm ursprünglich geplante Tat zu begehen. Dies trifft etwa zu, wenn er ihn davon überzeugt, anstelle einer Körperverletzung (§ 223 StGB) einen Diebstahl zu begehen. Eine Umstiftung liegt ebenfalls vor, wenn der Anstifter den Täter dazu bewegt, das ursprünglich geplante Delikt an einem anderen Opfer zu verüben. Sofern sich der Einfluss des Anstifters hingegen lediglich auf eine Tatmodalität bezieht, die für den gesetzlichen Tatbestand ohne Bedeutung ist, etwa die Wahl des Tatorts, liegt mangels Beeinflussung eines rechtserheblichen Umstands kein Bestimmen vor.
Bewegt der Anstifter den Täter dazu ein geringeres Unrecht als ursprünglich geplant zu verwirklichen, liegt keine strafbare Anstiftung vor. Um einen solchen Fall des Abstiftens handelt es sich beispielsweise, wenn der Anstifter den Täter dazu bewegt, anstelle eines Raubs einen Diebstahl zu begehen.

#### Vorsatz
Der Anstifter muss gemäß § 15 StGB zumindest mit bedingtem Vorsatz hinsichtlich des objektiven Tatbestands der Anstiftung handeln.
Dies setzt zunächst voraus, dass der Anstifter erkennt, dass er den Angestifteten dazu bestimmt, eine vorsätzliche und rechtswidrige Straftat zu begehen. Hierbei genügt es, wenn er um die wesentlichen Elemente der Tat weiß. Seine Kenntnis muss sich allerdings auf ein bestimmtes Tatgeschehen beziehen. Daher verneinte die Rechtsprechung den Anstiftervorsatz in einem Fall, in dem der Anstifter dem Angestifteten lediglich vorgeschlagen hatte, eine beliebige Bank oder Tankstelle zu überfallen.
Weiterhin muss der Anstifter zumindest billigend in Kauf nehmen, dass seine Anstiftung gelingt, sodass der Angestiftete die Tat begeht. Hieran fehlt es im Fall des Agent Provocateur. Hierbei handelt es sich um eine Person, oft durch Ermittlungsbehörden beauftragt, die einen anderen zur Begehung einer rechtswidrigen Tat zu bewegen, damit diese auf frischer Tat überführt werden kann. Häufig wird hiervon im Bereich der organisierten Kriminalität Gebrauch gemacht. Da der agent provocateur will, dass die Tat scheitert, zu der er verleitet, fehlt es ihm am Vorsatz hinsichtlich der Haupttat.
Weicht die Tatbegehung durch den Angestifteten von der Vorstellung des Anstifters ab, kann sich dies auf dessen Strafbarkeit auswirken. Begeht der Angestiftete eine andere Tat, etwa eine Körperverletzung anstelle eines Diebstahls, fehlt dem Anstifter bezüglich der Körperverletzung der Anstiftungsvorsatz, sodass er diesbezüglich straflos handelt. Die Anstiftung zum Diebstahl ist nicht vollendet, sodass diesbezüglich allenfalls eine Versuchsstrafbarkeit in Frage kommt. Strittig ist die Beurteilung der Auswirkungen eines unbeachtlichen error in persona des Angestifteten auf den Anstifter. Hierzu kommt es beispielsweise, wenn der Angestiftete eine Person in der unzutreffenden Annahme erschießt, es handele sich um die Person, die der Anstifter töten lassen wollte. Die Rechtsprechung bejahte in einem vergleichbaren Fall den Vorsatz des Anstifters, weil der Irrtum aus sich des Anstifters unbeachtlich sei: Er habe den Angestifteten dazu bewegt, einen Menschen zu töten, was geschehen ist. Die Verwechslung durch den Angestifteten stelle einen unbeachtlichen Motivirrtum dar. Gegenstimmen verneinen den Tötungsvorsatz, da der Anstifter einem beachtlichen Tatbestandsirrtum nach § 16 Absatz 1 Satz 1 StGB in Form einer aberratio ictus unterliege.

#### Strafzumessung
Das Strafmaß des Anstifters beurteilt sich gemäß § 26 StGB anhand der Haupttat: Der Anstifter wird gleich einem Täter bestraft.

### Beihilfe, § 27 StGB
Beihilfe leistet, wer die vorsätzliche rechtswidrige Straftat eines anderen fördert, ohne hierbei die Tatherrschaft eines Mittäters zu besitzen. Als tatbestandsmäßige Hilfeleistung kommt jedes Handeln in Betracht, dass den Täter bei der Tatbegehung unterstützt.

#### Hilfeleisten
Ein Hilfeleisten kann sowohl durch ein Beeinflussen des Tatverlaufs als auch durch ein Beeinflussen des Täters erfolgen. Erstere Form wird als physische Beihilfe bezeichnet. Hierunter fallen beispielsweise das Bereitstellen eines Tatwerkzeugs, das Schmierestehen und das Abtransportieren der Beute. Beeinflusst der Gehilfe die Person des Täters, etwa durch das Beraten bezüglich der Tatbegehung oder der Bestärkung des Tatentschlusses, leistet er hingegen psychische Beihilfe.

##### Kausalitätserfordernis
Umstritten ist in der Rechtswissenschaft, inwiefern zwischen der Hilfeleistung und der Haupttat ein Kausalzusammenhang bestehen muss. Nach der insbesondere in der Rechtsprechung vertretenen Handlungsförderungstheorie genügt es, wenn der Gehilfe eine fremde Tat in beliebiger Weise fördert. Nach der in der Lehre überwiegend vertretenen Erfolgsförderungstheorie muss die Hilfeleistung hingegen für das Gelingen der Tat mitursächlich sein, da andernfalls der Strafgrund der Teilnahme – der Rechtsgutangriff des Gehilfen – nicht gegeben sei. Mitursächlichkeit liegt vor, wenn die Tatbegehung durch die Hilfeleistung ermöglicht, erleichtert, intensiviert oder abgesichert wird. Da diese Voraussetzungen weit gefasst sind, stimmt sie trotz des zusätzlichen Kriteriums im Ergebnis meist mit der Handlungsförderungstheorie überein. Eine dritte Auffassung, die als Risikoerhöhungslehre bezeichnet wird, lässt es genügen, wenn die Handlung des Gehilfen das Risiko erhöht, dass die Tat erfolgreich verläuft.

##### Neutrale Beihilfe
Ebenfalls strittig ist die Frage, inwieweit alltägliches Handeln den Vorwurf der Beihilfe begründen kann. Dieses Problem stellt sich etwa, wenn ein Taxifahrer einen Dieb zum Tatort fährt oder ein Händler einem Mörder ein Messer verkauft. Nach einer Auffassung liegt in derartigen Fällen stets strafbare Beihilfe vor, sofern deren übrige Tatbestandsvoraussetzungen vorliegen; eine Privilegierung von Berufsträgern gegenüber Privatpersonen durch teleologische Reduktion des § 27 StGB sei nicht geboten. Nach vorherrschender Auffassung bedarf es jedoch einer Restriktion, da eine uneingeschränkte Strafbarkeit wegen Beihilfe den Rechtsverkehr in unsachgemäßer Weise belastete und die Verantwortlichkeit für das Verhalten Dritten eines besonderen Zurechnungsgrunds bedarf: Einige Stimmen nehmen eine Restriktion des Begriffs Hilfeleisten anhand objektiver Kriterien vor, etwa den Grad der rechtlichen Missbilligung und der Sozialadäquanz. Die Rechtsprechung folgt dieses Ansätzen nicht, da sie kaum präziser als der Begriff des Hilfeleistens seien, weswegen sie das Wertungsproblem nicht auflösen. Daher stellt sie in Anlehnung an Claus Roxin auf subjektive Kriterien ab: Eine strafbare Beihilfe liege vor, wenn der Helfende entweder weiß, dass sein Tatbeitrag eine Straftat fördert, oder dies für ihn deutlich erkennbar ist.

##### Zeitpunkt des Hilfeleistens
Schließlich ist ähnlich wie bei der Mittäterschaft umstritten, innerhalb welcher Deliktsstadien Beihilfe geleistet werden kann. Die Rechtsprechung nimmt an, dass eine Beihilfe bis zur Tatbeendigung geleistet werden kann, da es bis zu diesem Zeitpunkt möglich sei, den Täter bei der Tatbegehung zu unterstützen. Eine Gegenauffassung in der Lehre lehnt diese sukzessive Beihilfe hingegen ab, da sich § 27 StGB auf ein Unterstützen bei der Verwirklichung eines gesetzlichen Tatbestands bezieht. Dies sei nur möglich, bis alle Tatbestandsmerkmale verwirklicht sind, bis also Vollendung eingetreten ist. Zudem lasse sich der Vollendungszeitpunkt im Regelfall präziser bestimmen als der der Beendigung.

#### Vorsatz
Der Gehilfe muss hinsichtlich der Tatbegehung durch einen anderen sowie hinsichtlich seiner Hilfeleistung vorsätzlich handeln. Bezüglich der Haupttat ist erforderlich, dass er sie in ihren Grundzügen erfasst.

#### Strafzumessung
Im Fall der Beihilfe wird gemäß § 27 Absatz 2 Satz 2 StGB sogar stets eine Milderung des Strafmaßes gemäß § 49 Absatz 1 StGB vorgenommen.

### Versuch der Beteiligung, §§ 30–31 StGB
Gelingt die Teilnahme nicht, etwa weil sich der Anzustiftende weigert, die Tat zu begehen oder weil er hierzu bereits als omnimodo facturus entschlossen ist, gelangt sie nicht über das Versuchsstadium hinaus. Unbeachtlich ist für das Gelingen der Teilnahme allerdings, ob die Haupttat erfolgreich ist. In diesem Fall richtet sich die Strafbarkeit für den Teilnehmer danach, ob der Versuch der Haupttat strafbar ist. Dies trifft gemäß § 23 Absatz 1 StGB für alle Verbrechen zu sowie für Vergehen, bei denen das Gesetz die Versuchsstrafbarkeit anordnet.
Der Versuch der Teilnahme ist weitgehend straflos. § 30 StGB stellt abschließend mehrere Handlungen unter Strafe, die im Vorfeld eines Verbrechens begangen werden können und in denen der Gesetzgeber eine besondere Gefährlichkeit erblickte sieht.
Der gegenwärtige § 30 StGB beruht auf § 49a des Reichsstrafgesetzbuchs, der 1876 eingeführt wurde. Dies geschah anlässlich eines Vorfalls während des Kulturkampfs zwischen dem Kaiserreich und der Katholischen Kirche: Im Jahr 1873 bot der belgische Kesselschmied Duchesne dem Erzbischof von Paris Joseph Hippolyte Guibert erfolglos an, den Reichskanzler Bismarck gegen Zahlung einer Belohnung zu ermorden. Als die Reichsregierung hievon erfuhr, forderte sie Belgien dazu auf, eine Strafnorm zu schaffen, die derartige Vorbereitungshandlungen unter Strafe stellte. Belgien kam der Aufforderung nach und führte eine Vorschrift ein, deren Regelungsinhalt der deutsche Gesetzgeber wenig später durch Einführung von § 49a StGB aufgriff. Im Zuge der großen Strafrechtsreform wurde die Vorschrift mit Wirkung zum 1. Januar 1975 zu § 30 StGB.

#### Versuchte Anstiftung
Gemäß § 30 Absatz 1 StGB ist der Versuch zur Anstiftung strafbar, wenn es sich bei der Tat, zu der angestiftet werden soll, um ein Verbrechen handelt. Gemäß § 12 Absatz 1 StGB gelten die Delikte als Verbrechen, deren Mindeststrafe zumindest ein Jahr Freiheitsstrafe beträgt. Strafbar sind hiernach etwa die versuchte Anstiftung zum Mord und zum Raub, straflos hingegen die versuchte Anstiftung zur Unterschlagung (§ 246 StGB).
Strittig ist die Einordnung von Delikten, bei denen es sich im Grundsatz um Vergehen handelt, die aufgrund des Hinzutretens besonderer persönlicher Merkmale beim Täter aber zu Verbrechen qualifiziert werden. So verhält es sich etwa bei der Hehlerei (§ 259 StGB). Diese stellt zwar ein Vergehen dar, sofern der Hehler jedoch gewerbsmäßig als Mitglied einer Bande handelt, verwirklicht er einen Qualifikationstatbestand, der die Tat zum Verbrechen aufwertet (§ 260a StGB). Gemäß § 28 Absatz 2 StGB werden besondere Persönliche Merkmale nicht berücksichtigt, die beim Teilnehmer nicht vorliegen, sodass im Beispiel aus Sicht des Teilnehmers lediglich eine einfache Hehlerei vorliegt, auf die § 30 StGB mangels Verbrechensqualität nicht anwendbar ist. Nach Auffassung der Rechtsprechung ist allerdings die Perspektive des Haupttäters maßgeblich, sodass das Fehlen besonderer persönlicher Merkmale beim Teilnehmer einer Strafbarkeit aus § 30 StGB nicht entgegensteht.

#### Weitere Handlungen im Vorfeld einer Straftat
Gemäß § 30 Absatz 2 StGB ist es ebenfalls strafbar, sich zur Begehung eines Verbrechens bereit zu erklären, das Erbieten eines anderen anzunehmen und die gemeinschaftliche Begehung eines Verbrechens zu verabreden.

#### Strafe
Der Täter wird gemäß § 30 Absatz 1 Satz 2 StGB wegen des Versuchs zum Verbrechen bestraft. Seine Strafe wird gemäß § 49 Absatz 1 StGB gemildert.

#### Rücktritt
Nach Maßgabe von § 31 StGB kann der Täter strafbefreiend vom Versuch der Beteiligung zurücktreten. Hierfür muss er gemäß § 31 Absatz 1 Nummer 1 StGB seinen Versuch aufgeben und die bestehende Gefahr der Vollendung der Tat durch den Adressaten der versuchten Beteiligung abwenden. Diese Regelung weist Parallelen zu § 24 Absatz 2 Satz 1 StGB auf. Sofern die Tat ohne einen Beitrag des Zurücktretenden unterbleibt oder unabhängig von seinem Verhalten begangen wird, tritt die gemäß § 31 Absatz 2 StGB Strafbefreiung ein, wenn sich der Täter ernsthaft darum bemüht hat, den Erfolgseintritt zu verhindern. Diese Regelung entspricht § 24 Absatz 2 Satz 2 StGB.

## Angelsächsischer Sprachraum
In den USA und in Großbritannien wird die Beteiligung an einer gemeinschaftlich begangenen Straftat als englisch conspiracy („Verschwörung“) geahndet. Anders als im deutschen Recht muss dabei nicht jedem Beteiligten individuell das Ausmaß seiner Beteiligung (Mittäter, Anstifter, Gehilfen oder ohne strafbaren Tatbeitrag) nachgewiesen werden. Dies führt dazu, dass Verdächtige, wenn wegen conspiracy ermittelt wird, unter einem hohen Kooperationsdruck stehen.